# Рейнс, Клод
Клод Рейнс (англ. Claude Rains, 10 ноября 1889[…], Клапем, Лондон, Великобритания — 30 мая 1967[…], Лакония, Нью-Гэмпшир) — англо-американский актёр, четырежды номинант на премию «Оскар».

## Биография

### Юность
Уильям Клод Рейнс (англ. William Claude Rains) родился в лондонском районе Клапем в 1889 году. В юности он был косноязычен и говорил с сильным акцентом кокни. Его отцом был театральный актёр Фредерик Рейнс, который привил сыну любовь к театру, и в 11 лет юный Клод дебютировал на театральной сцене. Начинающего актёра вскоре заметил основатель Королевской академии драматического искусства Герберт Бирбом Три, который оплатил ему уроки ораторской речи, чтобы Рейс смог преуспеть в своей карьере.
В годы Первой мировой войны Клод Рейнс служил в рядах британской армии в Лондонском шотландском полку, где его однополчанами были Бэзил Рэтбоун и Рональд Колман. За годы войны он прошёл путь от рядового до капитана, но в ходе одного из боёв попал под газовую атаку и почти полностью ослеп на один глаз.

### Карьера
После возвращения с войны Рейнс продолжил актёрскую карьеру на театральных подмостках Лондона, добившись первого успеха за исполнение главной роли в пьесе Джона Дринкуотера «Улисс С. Грант». В конце 1920-х годов актёр дебютировал на Бродвее, где в последующие годы был задействован в постановках «Тележка с яблоками» Бернарда Шоу, «Постоянная нимфа» Маргарет Кеннеди и «Добрая Земля» Перл Бак.

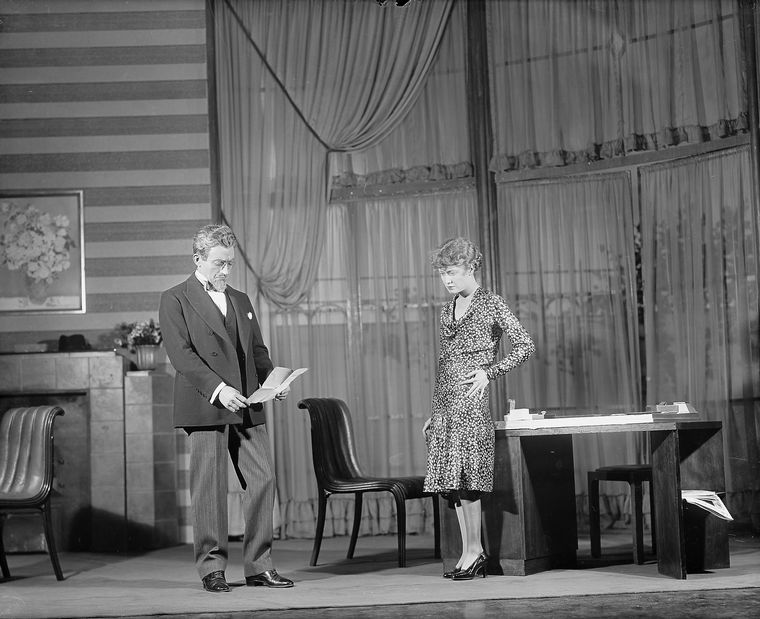
На Бродвее в 1929 году

На большой экран Клод Рейнс пришёл уже в сорокалетнем возрасте, но его первые пробы постигла неудача — немолодому английскому театральному актёру было трудно найти общий язык с американскими кинематографистами, находившими его излишне претенциозным. Лишь по чистой случайности кто-то из съёмочной команды фильма «Человек-невидимка» услышал его характерный голос во время проб, и обратил на него внимание режиссёра-англичанина Джеймса Уэйла, благодаря которому Рейнс и попал в кинематограф. Роль Джека Гриффина, человека-невидимки, принесла актёру первый успех, и «Universal Studios» планировала и далее снимать актёра в серии своих фильмах ужасов, но Рейнсу удалось вырваться из столь одноплановых ролей и проявить свой актёрский талант и в других жанрах, хотя большинство ролей актёра в 1930-х — это импозантные негодяи и обаятельные антигерои.

### Успех в Голливуде
В 1938 году он сыграл роль принца Джона в знаменитом приключенческом фильме «Приключения Робин Гуда», год спустя он получил номинацию на «Оскар» за роль коррумпированного сенатора Джозефа Харрисона Пейна в драме «Мистер Смит едет в Вашингтон», а в 1942 году сыграл возможно одну из самых известных своих ролей — капитана французской полиции Луи Рено в романтической драме «Касабланка», также отмеченную номинацией на премию Американской киноакадемии. В 1941 году Клод Рейнс всё же вернулся на студию «Universal» в её очередной фильм ужасов «Человек-волк», где исполнил роль сэра Джона Тэлбота, а двумя годами позже появился в «Призраке Оперы», ставшим цветным ремейком одноимённой картины 1925 года.
Клод Рейнс был дружен с голливудской звездой Бетт Дейвис, которая называла его «любимым соратником по киноэкрану». Они вместе снялись в четырёх картинах: «Хуарес» (1939), где сыграл небольшую, но яркую и запоминающуюся роль Наполеона III, «Вперед, путешественник» (1942), «Мистер Скеффингтон» (1944) и «Обман» (1946). В 1945 году он стал первым актёром, получившим гонорар в миллион долларов, исполнив роль Юлия Цезаря в красивой, но неудачной экранизации исторической драмы «Цезарь и Клеопатра». В конце 1940-х годов также успешными стали его роли в шпионском детективе Альфреда Хичкока «Дурная слава», где Рейнс сыграл немецкого миллионера Александра Себастьяна, и роль банкира Говарда Джастина в британской романтической драме Дэвида Лина «Страстная дружба».

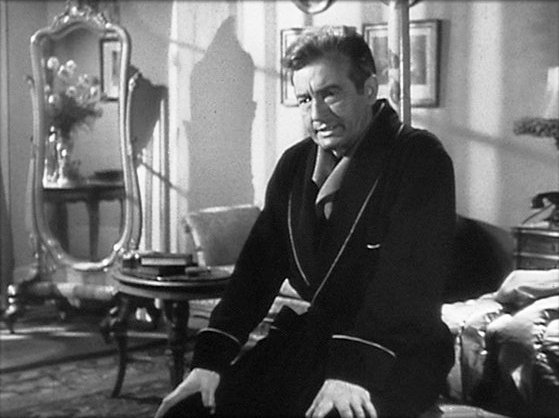
Рейнс в фильме «Дурная слава» (1946)

На протяжении последующих двух десятилетий актёр оставался востребованным в кинематографе, пополнив к тому же свой репертуар ролями на телевидении. Одни из последних заметных ролей Клод Рейнс исполнил в британской эпической драме «Лоуренс Аравийский» (1962), где сыграл циничного дипломата Драйдена, и в библейской драме «Величайшая из когда-либо рассказанных историй», где появился в образе царя Ирода, который стал к тому же его последней актёрской работой.

## Личная жизнь
В 1939 году Клод Рейнс принял американское гражданство. Актёр шесть раз был женат, пять первых браков заканчивались разводом. Пятой женой Рейнса была в 1959—1960 годах пианистка Аги Ямбор. От четвёртого брака у него осталась дочь, Джессика Рейнс, родившаяся в 1938 году.
Клод Рейнс умер от забрюшного кровоизлияния в мае 1967 года в своём доме в небольшом городке Лакония в штате Нью-Гэмпшир. Похоронен на кладбище Ред-Хилл в Моултонборо (округ Кэрролл, Нью-Гэмпшир).
В 2008 году в свет вышла биография актёра «Claude Rains: An Actor’s Voice», написанная его дочерью в соавторстве с публицистом Дэвидом Дж. Сколом.

## Избранная фильмография
| Год       |   | Русское название                              | Оригинальное название        | Роль                                    |
| --------- | - | --------------------------------------------- | ---------------------------- | --------------------------------------- |
| 1933      | ф | Человек-невидимка                             | The Invisible Man            | доктор Джек Гриффин / Человек-невидимка |
| 1934      | ф | Преступление без страсти                      | Crime Without Passion        | Ли Джентри                              |
| 1936      | ф | Энтони Несчастный                             | Anthony Adverse              | Дон Луис                                |
| 1937      | ф | Принц и нищий                                 | The Prince and the Pauper    | граф Хертфорд                           |
| 1937      | ф | Они не забудут                                | They Won’t Forget            | Энди Гриффин                            |
| 1938      | ф | Приключения Робин Гуда                        | The Adventures of Robin Hood | принц Джон                              |
| 1939      | ф | Они сделали меня преступником                 | They Made Me a Criminal      | детектив Монти Фелан                    |
| 1939      | ф | Хуарес                                        | Juarez                       | Наполеон III                            |
| 1939      | ф | Мистер Смит едет в Вашингтон                  | Mr. Smith Goes to Washington | сенатор Джозеф Харрисон Пейн            |
| 1940      | ф | Дети субботы                                  | Saturday's Children          | Генри Галеви                            |
| 1940      | ф | Морской ястреб                                | The Sea Hawk                 | дон Хосе Альварес де Кордова            |
| 1941      | ф | Человек-волк                                  | The Wolf Man                 | сэр Джон Толбот                         |
| 1942      | ф | Вперёд, путешественник                        | Now, Voyager                 | доктор Жакит                            |
| 1942      | ф | Касабланка                                    | Casablanca                   | капитан Луи Рено                        |
| 1943      | ф | Вечность и один день                          | Forever and a Day            | Амброуз Помфрет                         |
| 1943      | ф | Призрак Оперы                                 | Phantom of the Opera         | Эрик Клоден                             |
| 1944      | ф | Мистер Скеффингтон                            | Mr. Skeffington              | Джоб Скеффингтон                        |
| 1945      | ф | Цезарь и Клеопатра                            | Caesar and Cleopatra         | Юлий Цезарь                             |
| 1946      | ф | Дурная слава                                  | Notorious                    | Александер Себастьян                    |
| 1946      | ф | Обман                                         | Deception                    | Александер Холлениус                    |
| 1947      | ф | Вне подозрений                                | The Unsuspected              | Виктор Грэндисон                        |
| 1949      | ф | Страстная дружба                              | The Passionate Friends       | Ховард Джастин                          |
| 1950      | ф | Где живёт опасность                           | Where Danger Lives           | Фредерик Лэннингтон                     |
| 1956—1962 | с | Альфред Хичкок представляет                   | Alfred Hitchcock Presents    | разные персонажи                        |
| 1960      | ф | Затерянный мир                                | The Lost World               | профессор Джордж Эдвард Челленджер      |
| 1962      | ф | Лоуренс Аравийский                            | Lawrence of Arabia           | мистер Драйден                          |
| 1965      | ф | Величайшая из когда-либо рассказанных историй | The Greatest Story Ever Told | царь Ирод Великий                       |

## Награды и номинации
В 1951 году Клод Рейнс стал обладателем премии «Тони» за роль в пьесе Артура Кёстлера «Тень в полдень». Он также четыре раза номинировался на премию «Оскар» за роли в фильмах «Мистер Смит едет в Вашингтон» (1939), «Касабланка» (1942), «Мистер Скеффингтон» (1944) и «Дурная слава» (1946). Его вклад в киноиндустрию отмечен звездой на голливудской «Аллее славы».